# Chenopodium sanctae-clarae
Chenopodium sanctae-clarae là loài thực vật có hoa thuộc họ Dền. Loài này được Johow mô tả khoa học đầu tiên năm 1896.